# برنارد شو (لاعب كرة قدم)
برنارد شو (بالإنجليزية: Bernard Shaw)‏ (14 مارس 1945 بشفيلد في المملكة المتحدة - ) هو لاعب كرة قدم بريطاني في مركز الظهير. لعب مع شيفيلد وينزداي وشيفيلد يونايتد ووولفرهامبتون واندررز ووركشوب تاون ‏.

## وصلات خارجية
- برنارد شو على موقع قاعدة بيانات كرة القدم.إي يو (الإنجليزية)